# Labidochromis
Labidochromis és un gènere de peixos de la família dels cíclids i de l'ordre dels perciformes.

## Distribució geogràfica
És endèmic del llac Malawi (Àfrica oriental).

## Taxonomia
- Labidochromis caeruleus (Fryer, 1956)
- Labidochromis chisumulae (Lewis, 1982)
- Labidochromis flavigulis (Lewis, 1982)
- Labidochromis freibergi (Johnson, 1974)
- Labidochromis gigas (Lewis, 1982)
- Labidochromis heterodon (Lewis, 1982)
- Labidochromis ianthinus (Lewis, 1982)
- Labidochromis lividus (Lewis, 1982)
- Labidochromis maculicauda (Lewis, 1982)
- Labidochromis mathotho (Burgess & Axelrod, 1976)
- Labidochromis mbenjii (Lewis, 1982)
- Labidochromis mylodon (Lewis, 1982)
- Labidochromis pallidus (Lewis, 1982)
- Labidochromis shiranus (Lewis, 1982)
- Labidochromis strigatus (Lewis, 1982)
- Labidochromis textilis (Oliver, 1975)
- Labidochromis vellicans (Trewavas, 1935)
- Labidochromis zebroides (Lewis, 1982)[3][4][5][6][7]